# Pavoraja arenaria
Pavoraja arenaria és una espècie de peix de la família dels raids i de l'ordre dels raïformes.

## Morfologia
- Els mascles poden assolir 34,3 cm de longitud total.[4]

## Hàbitat
És un peix marí, de clima tropical i demersal que viu entre 192-712 m de fondària.

## Distribució geogràfica
Es troba a l'oceà Índic oriental: Austràlia Occidental.

## Observacions
És inofensiu per als humans.